# شارلوت سالوی
شارلوت سالوی (انگلیسی: Charlot Salwai؛ زادهٔ ۲۴ آوریل ۱۹۶۳) سیاست‌مدار اهل وانواتو است. او از ۶ اکتبر ۲۰۲۳ نخست‌وزیر این کشور است.
وی همچنین از ۱۱ فوریه ۲۰۱۶ تا ۲۰ آوریل ۲۰۲۰ نخست‌وزیر وانواتو بود.